# Röderaue
Röderaue là một đô thị thuộc huyện Meißen, bang Sachsen Đức. Đô thị Röderaue có diện tích 28,94 km², dân số thời điểm ngày 31 tháng 12 năm 2006 là 3270 người.
Röderaue gồm các khu vực dân cư sau:
- Frauenhain
- Koselitz
- Pulsen
- Raden